# جنة العريف
جَنَّة الْعَرِيف (بالإسبانية: Generalife)‏ هوعن قصر يقع بالقرب من قصر الحمراء ويبعد عنه مسافة كيلو متر واحد شيد في أواخر القرن الثالث عشر الميلادي، ويقع شمال شرقي قصر الحمراء، وكان يتخذه ملوك غرناطة منتزهاً للراحة والاستجمام. وتشغل جنة العريف أطراف ربوة الشمس، حيث تنبع منها كل المدينة وأودية الخنيل ونهر دارو. وعلى الرغم من أن زيارتها حاليا ما تزال مرتبطة بزيارة الحمراء، إلا أنها في الواقع تشكل مجموعة أثرية مستقلة تمامًا. ويوجد بها أربعة بساتين، والتي ما تزال واحدة منها على الأقل باقية حتى اليوم، هي الكلورادا ولا جراندي وفوينتيبينيا" وميرثيريا، وعلى الرغم من أسمائها المسيحية، إلا أنها تعود تقريبا إلى العصور الوسطى. كانت هذه البساتين تمتد في شكل تدريجى مختلف المستويات تحت القصر، مما كان يضفى على الشكل العام روعة وإبداعا.

## التاريخ
شيد قصر جنة العريف في القرن الثالث عشرالميلادي على يد ثاني سلاطين النصريين السلطان محمد الثاني (1273 - 1302)، ويشير إحدى النقوش الموجودة فيه أنه بني سنة 1319، وتم إعادة تشكيلها وزخرفتها إسماعيل الأول سنة 1319 في عهد الملك أبو الوليد أسماعيل . أجريت فيه العديد من الترميمات والتعديلات خلال الفترة المسيحية، مما أدى إلى طمس الكثير من الملامح الأصلية لجنة العريف والتي كانت تعود للحقبة الإسلامية في الاندلس .

## ألبوم صور

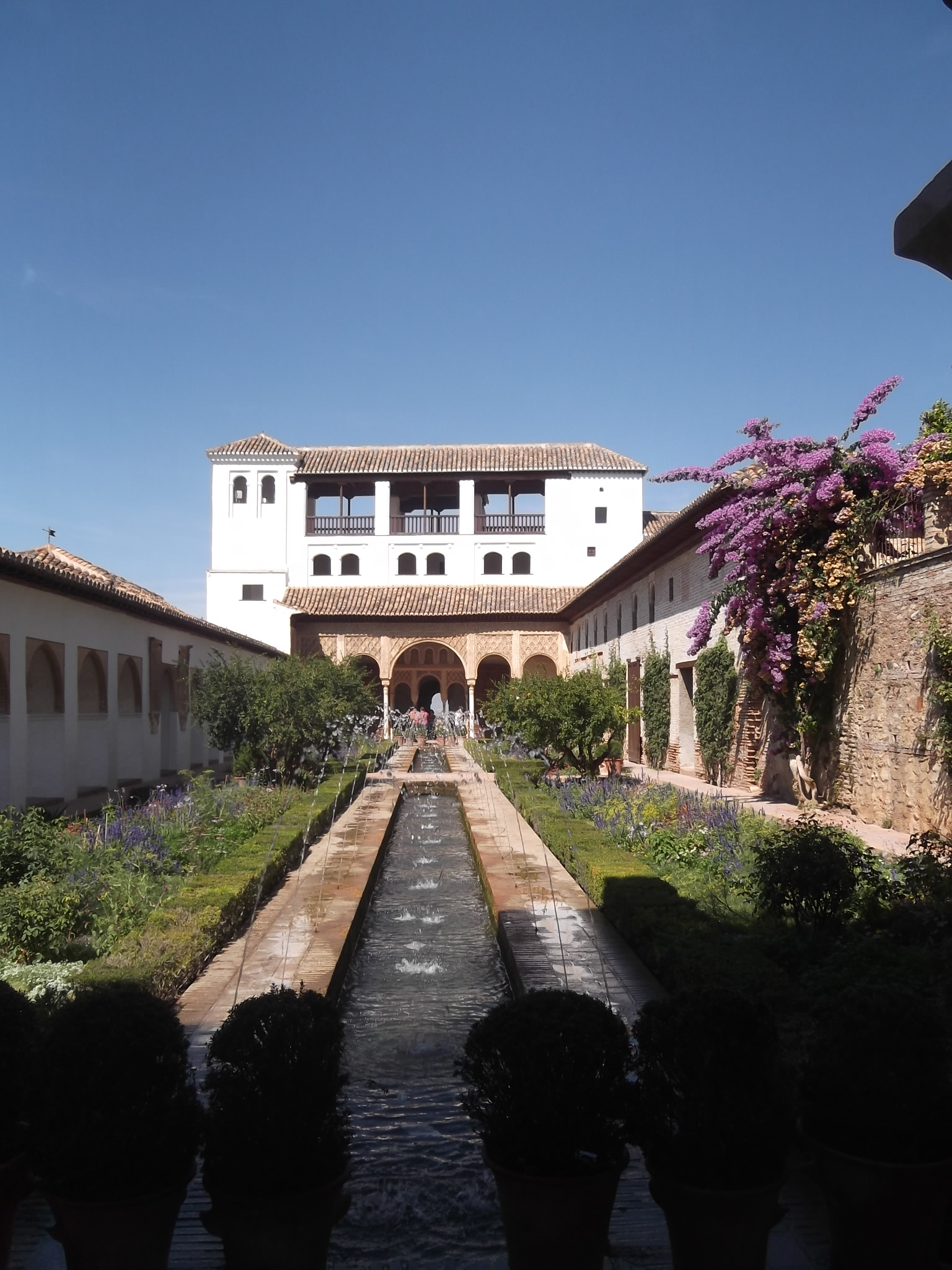
قصر جنة العريف بالحمراء، غرناطة، إسبانيا (باحة الساقية).
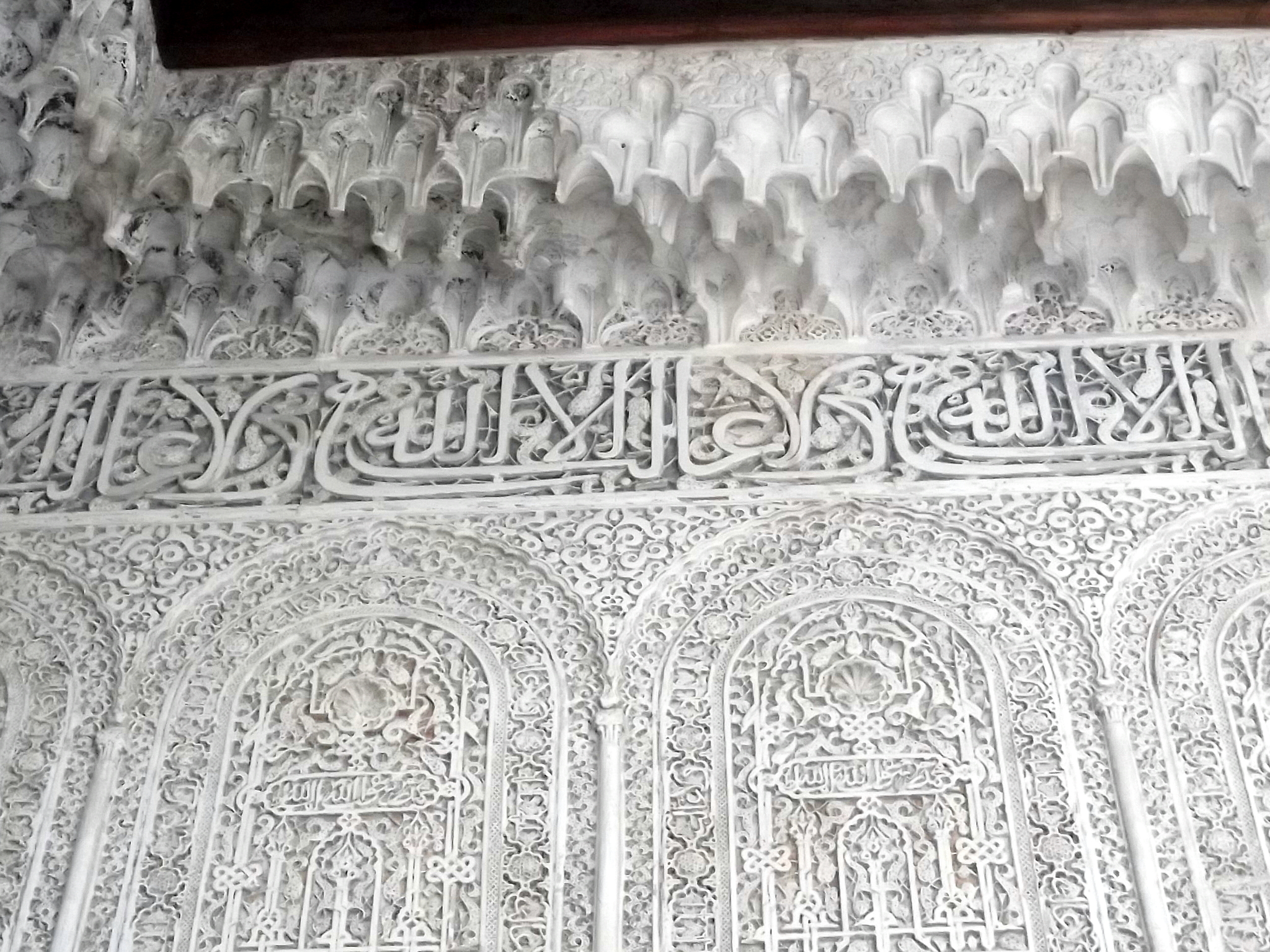
أحد النقوش في قصر جنة العريف بالحمراء.
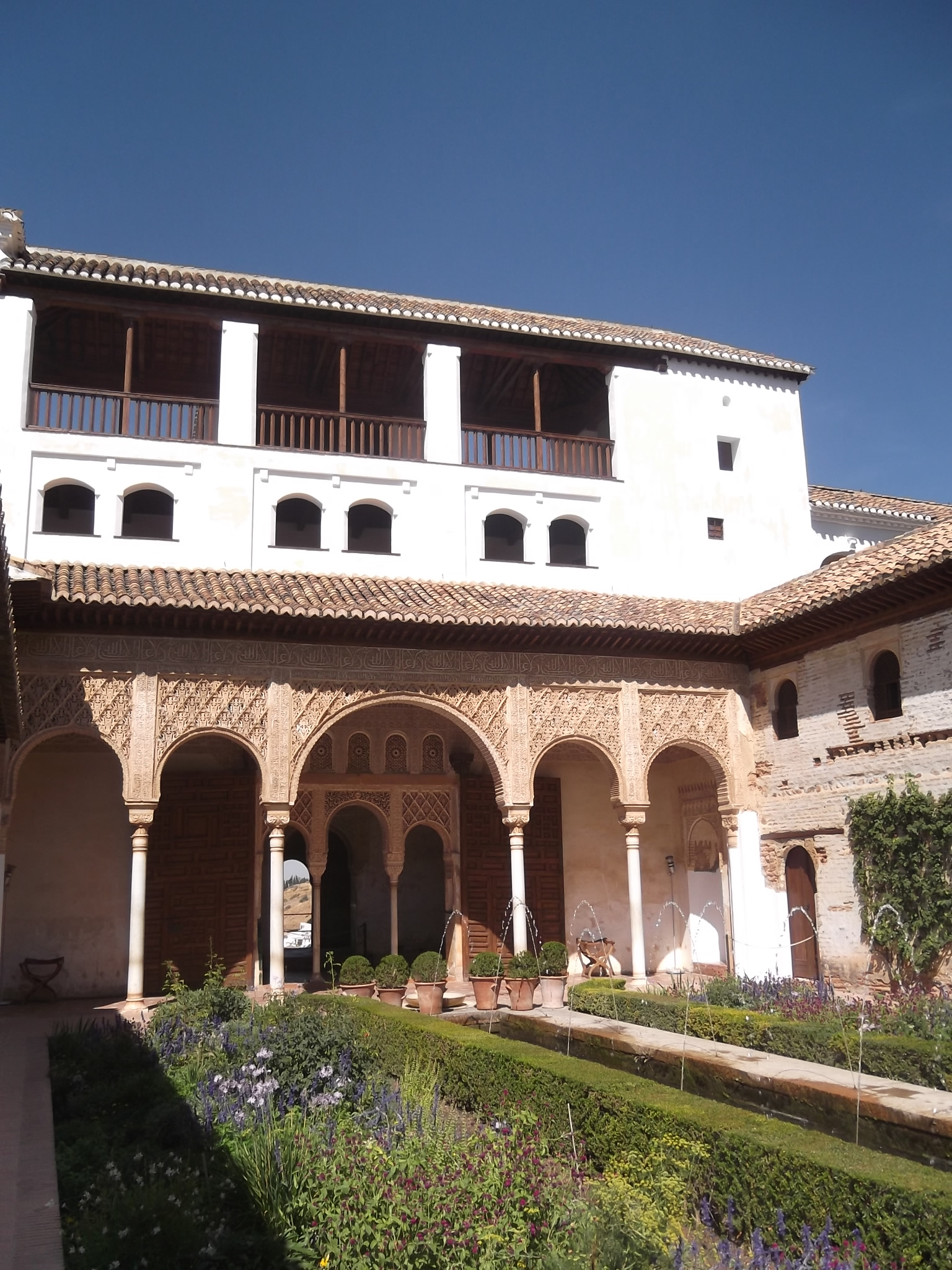
قصر جنة العريف بالحمراء، غرناطة، إسبانيا (باحة الساقية).
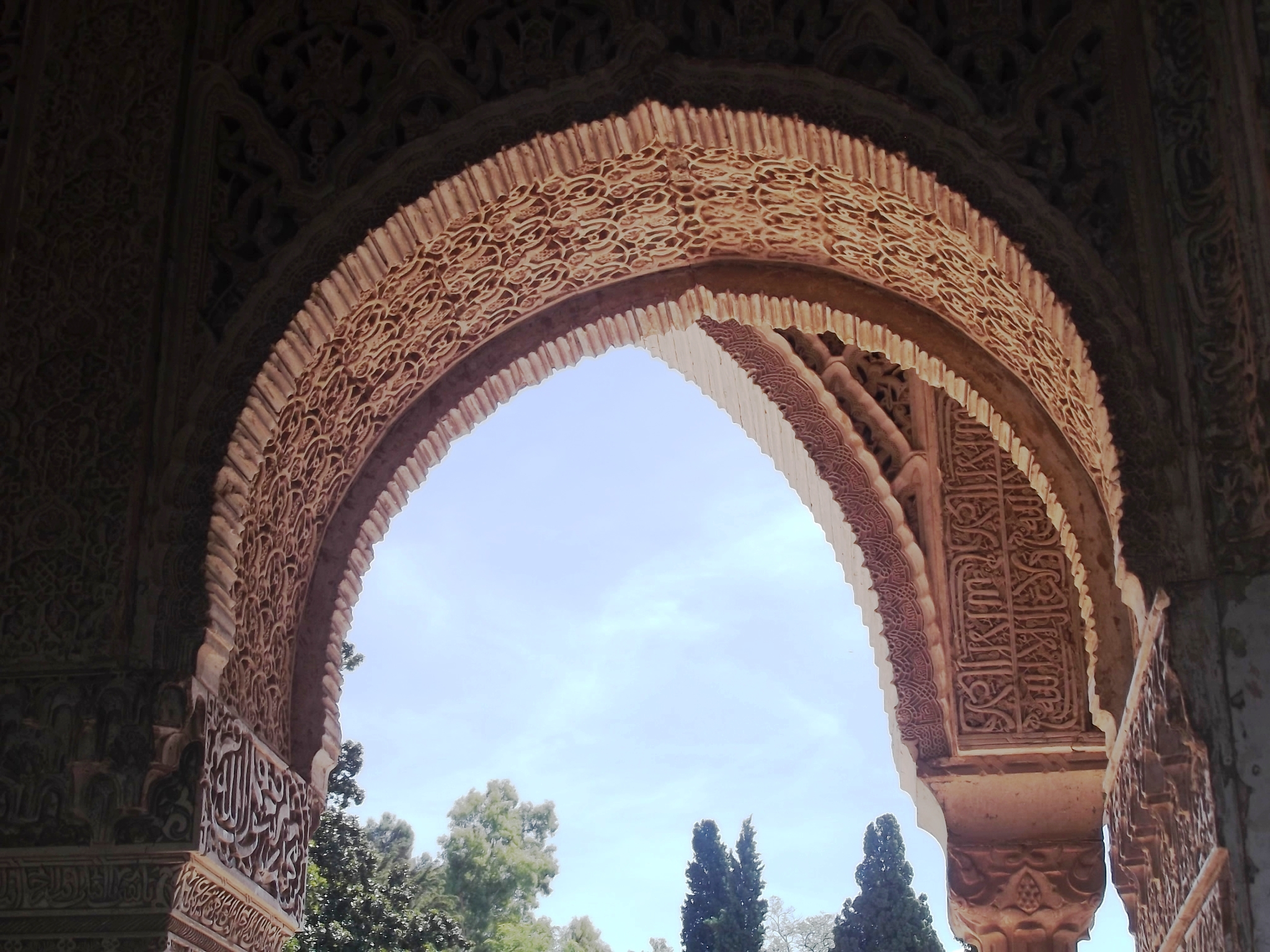
أحد النقوش في قصر جنة العريف بالحمراء.
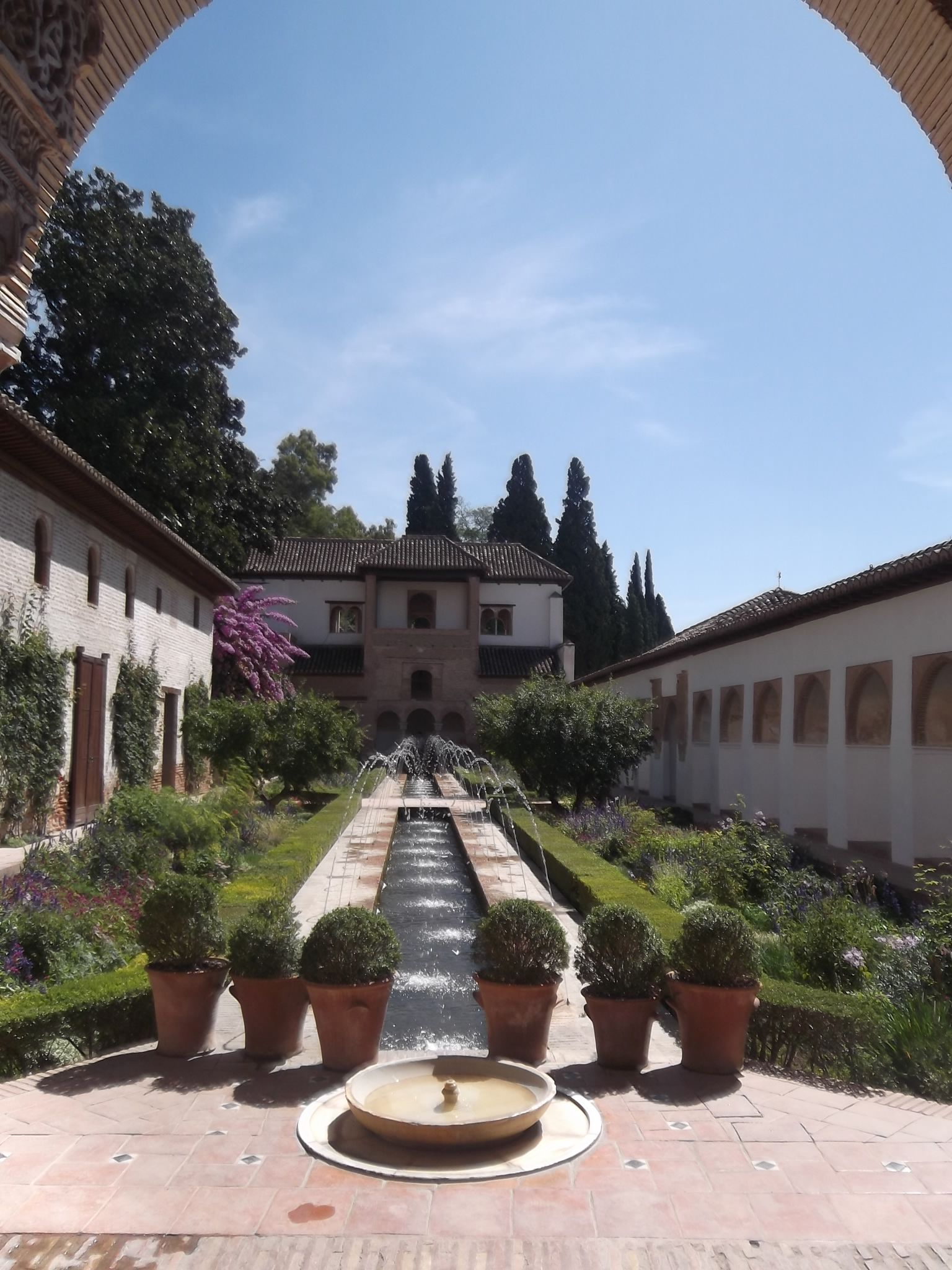
قصر جنة العريف بالحمراء، غرناطة، إسبانيا (باحة الساقية).
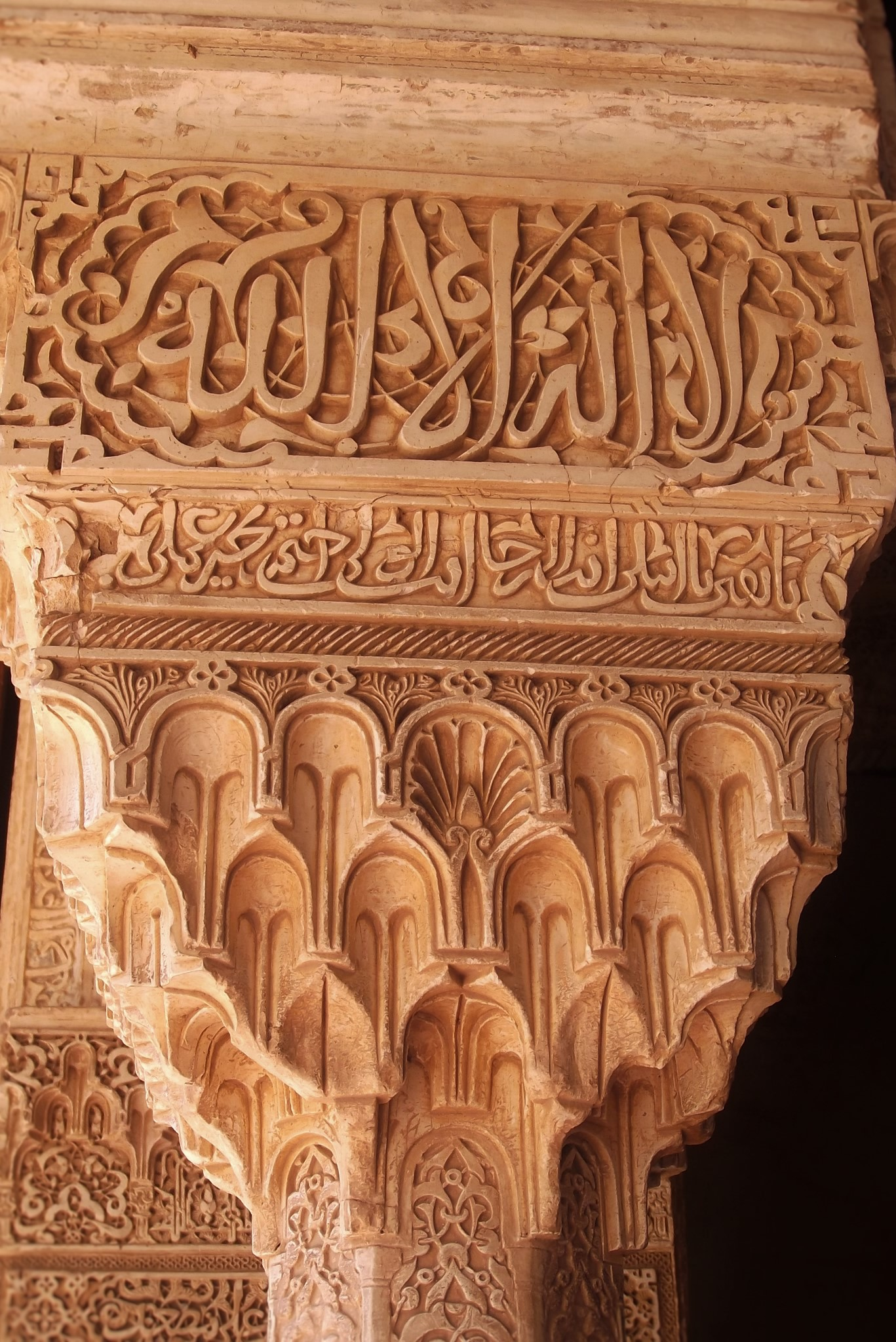
أحد النقوش ولفظ (لا إله إلا الله) على أحد أعمدة قصر جنة العريف في الحمراء بغرناطة.
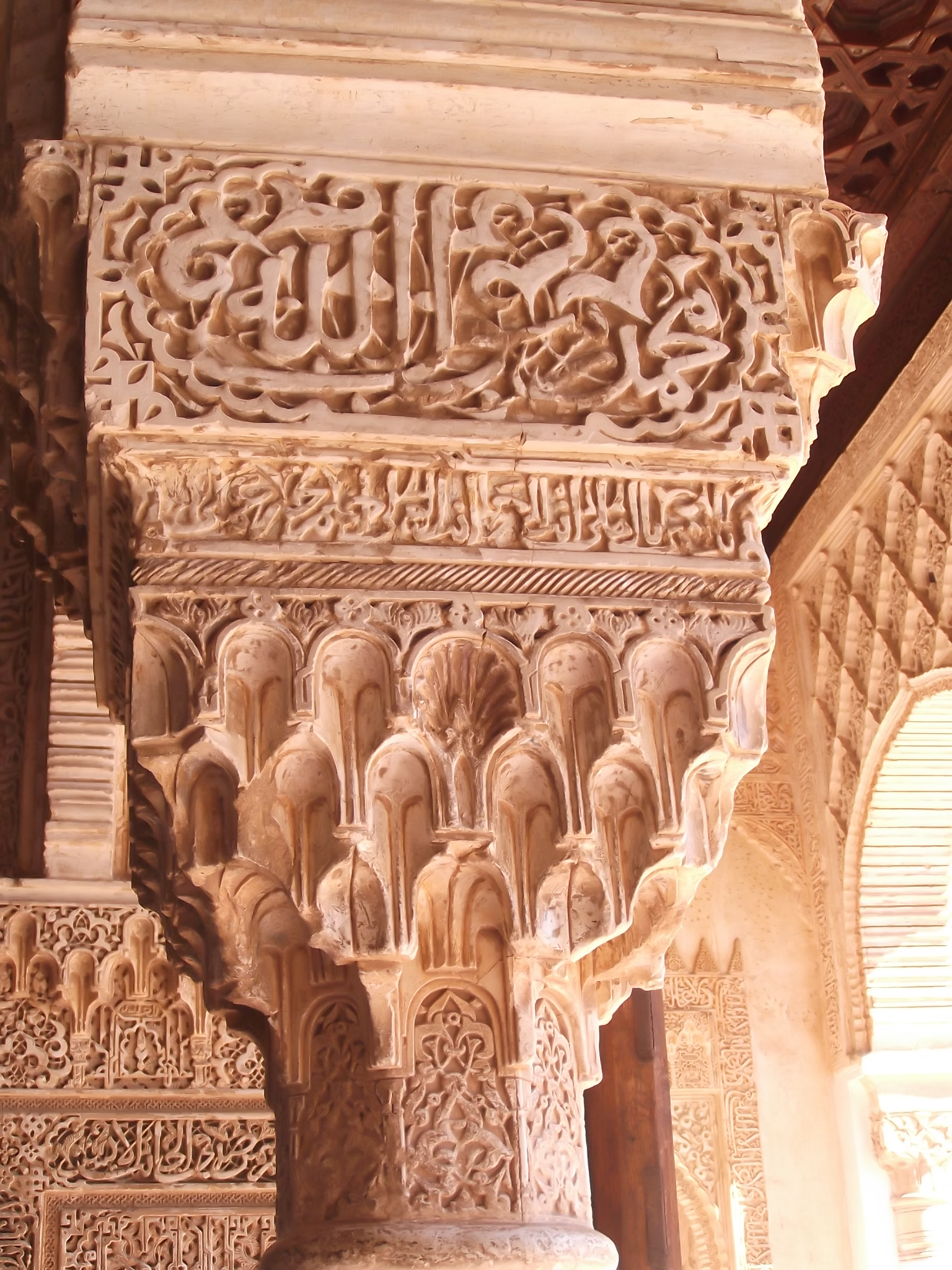
أحد النقوش ولفظ (محمد رسول الله) على أحد أعمدة قصر جنة العريف في الحمراء بغرناطة.